# Polk megye (Nebraska)
Polk megye az Amerikai Egyesült Államokban, azon belül Nebraska államban található. Megyeszékhelye Osceola, legnagyobb városa Stromsburg. Lakosainak száma 5214 fő (2020. április 1.). Polk megye Platte, York, Butler, Seward, Merrick és Hamilton megyékkel határos.

## Népesség
A megye népességének változása:
| Lakosok száma | 5386 | 5342 | 5299 | 5275 | 5202 | 5214 |
|               | 2010 | 2011 | 2012 | 2013 | 2015 | 2020 |